# كارل نيلسون
كارل نيلسون (بالإنجليزية: Karl Nelson)‏ هو لاعب كرة قدم أمريكية أمريكي، ولد في 14 يونيو 1960 في ديكالب في الولايات المتحدة.

## وصلات خارجية
- كارل نيلسون على موقع مرجع كرة القدم المحترفة.كوم (الإنجليزية)